# Mariage inter-castes

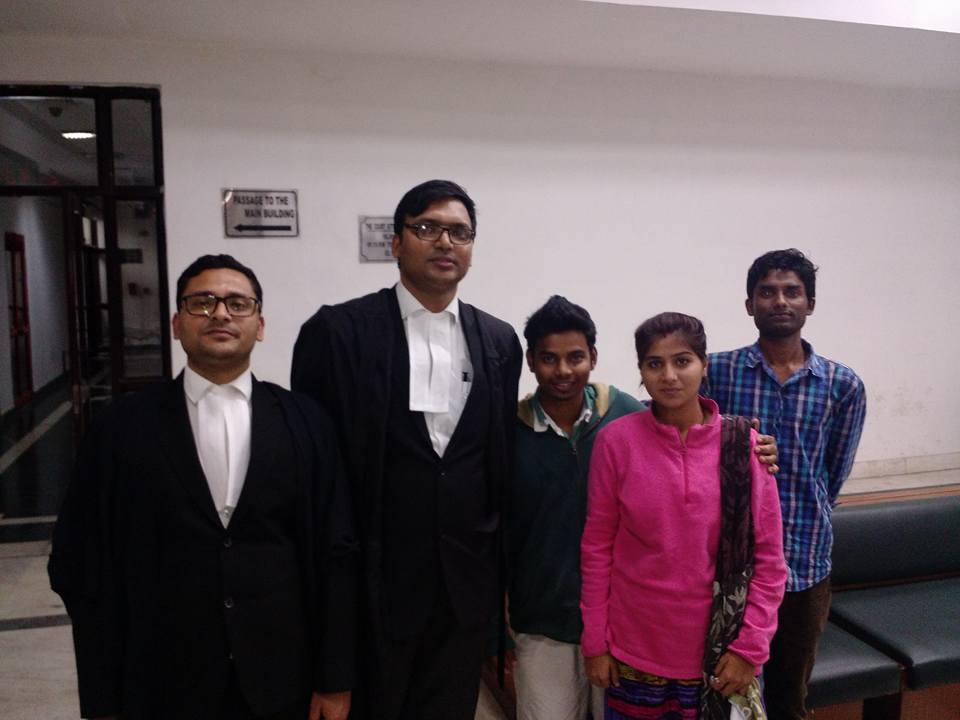
Un jeune couple intercaste après avoir obtenu une ordonnance de protection à la Haute Cour de Delhi.

Le mariage inter-castes ou mariage intercaste désigne un mariage où les époux sont issus de castes différentes.
Le mariage d'un Intouchable avec un membre d'une autre caste est une exception en Inde, bien qu'en augmentation en 2013. À partir de 2013, l'Inde offre 250 000 roupies aux couples pour lesquels l'un des conjoints est intouchable.
La loi indienne proscrit en théorie les discriminations liées aux castes. Selon le recensement de 2011, 5,8 % des mariages sont intercastes en Inde.
Le mariage inter-caste n'est pas accepté et peut mener à des crimes d'honneur. L'ONU estime qu'il y en a un millier chaque année,. Certains couples doivent déménager pour ne pas subir de représailles.
Selon un sondage du Pew Research Center publié en 2021, une grande majorité de la population pense qu'il faut interdire les mariages intercastes. Les hindous, musulmans, sikhs et jaïns sont plus souvent favorables à leur interdiction, contre une minorité de chrétiens et de bouddhistes. Les personnes moins éduquées, la population rurale et les personnes plus âgées y sont plus souvent favorables. L'opposition aux mariages intercastes est moins forte en Inde du Sud et en Inde du Nord-Est.